# Bosiljak
Bosiljak (lat. Ocimum), biljni rod iz porodice usnača kojemu pripada 65 vrsta jednogodišnjeg aromatičnog raslinja raširenog po svim kontinentima. U Hrvatskoj raste pitomi poznat pod još brojnim nazivima, a koristi se kao začin i u pučkoj medicini kao antiseptik i lijek protiv glista. i limunski bosiljak (O. americanum), 
Naziv Ocimun dolazi od grčke riječi ozo u značenju 'mirišem'. Vrsta limunski bosiljak ima aromu limuna i koristi se za slastice, kao začin i za čajeve. Druge poznate vrste su tulsi (O. sanctum) i sitni bosiljak (O. minimum)

## Vrste
1. Ocimum albostellatum (Verdc.) A.J.Paton
2. Ocimum americanum L.
3. Ocimum amicorum A.J.Paton
4. Ocimum angustifolium Benth.
5. Ocimum basilicum L.
6. Ocimum burchellianum Benth.
7. Ocimum campechianum Mill.
8. Ocimum canescens A.J.Paton
9. Ocimum carnosum (Spreng.) Link & Otto ex Benth.
10. Ocimum caryophyllinum F.Muell.
11. Ocimum centraliafricanum R.E.Fr.
12. Ocimum circinatum A.J.Paton
13. Ocimum coddii (S.D.Williams & K.Balkwill) A.J.Paton
14. Ocimum cufodontii (Lanza) A.J.Paton
15. Ocimum dambicola A.J.Paton
16. Ocimum decumbens Gürke
17. Ocimum dhofarense (Sebald) A.J.Paton
18. Ocimum dolomiticola A.J.Paton
19. Ocimum ellenbeckii Gürke
20. Ocimum empetroides (P.A.Duvign.) ined.
21. Ocimum ericoides (P.A.Duvign. & Plancke) A.J.Paton
22. Ocimum filamentosum Forssk.
23. Ocimum fimbriatum Briq.
24. Ocimum fischeri Gürke
25. Ocimum formosum Gürke
26. Ocimum forskoelei Benth.
27. Ocimum fruticosum (Ryding) A.J.Paton
28. Ocimum grandiflorum Lam.
29. Ocimum gratissimum L.
30. Ocimum hirsutissimum (P.A.Duvign.) A.J.Paton
31. Ocimum irvinei J.K.Morton
32. Ocimum jamesii Sebald
33. Ocimum kenyense Ayob. ex A.J.Paton
34. Ocimum kilimandscharicum Gürke
35. Ocimum labiatum (N.E.Br.) A.J.Paton
36. Ocimum lamiifolium Hochst. ex Benth.
37. Ocimum masaiense Ayob. ex A.J.Paton
38. Ocimum mearnsii (Ayob. ex Sebald) A.J.Paton
39. Ocimum metallorum (P.A.Duvign.) A.J.Paton
40. Ocimum minimum L.
41. Ocimum minutiflorum (Sebald) A.J.Paton
42. Ocimum mitwabense (Ayob.) A.J.Paton
43. Ocimum monocotyloides (Plancke ex Ayob.) A.J.Paton
44. Ocimum motjaneanum McCallum & K.Balkwill
45. Ocimum natalense Ayob. ex A.J.Paton
46. Ocimum nudicaule Benth.
47. Ocimum nummularia (S.Moore) A.J.Paton
48. Ocimum obovatum E.Mey. ex Benth.
49. Ocimum ovatum Benth.
50. Ocimum pseudoserratum (M.R.Ashby) A.J.Paton
51. Ocimum pyramidatum (A.J.Paton) A.J.Paton
52. Ocimum reclinatum (S.D.Williams & K.Balkwill) A.J.Paton
53. Ocimum serpyllifolium Forssk.
54. Ocimum serratum (Schltr.) A.J.Paton
55. Ocimum spectabile (Gürke) A.J.Paton
56. Ocimum spicatum Deflers
57. Ocimum tenuiflorum L.
58. Ocimum transamazonicum C.Pereira
59. Ocimum tubiforme (R.D.Good) A.J.Paton
60. Ocimum urundense Robyns & Lebrun
61. Ocimum vandenbrandei (P.A.Duvign. & Plancke ex Ayob.) A.J.Paton
62. Ocimum vanderystii (De Wild.) A.W.Hill
63. Ocimum verticillifolium Baker
64. Ocimum viphyense A.J.Paton
65. Ocimum waterbergense (S.D.Williams & K.Balkwill) A.J.Paton
66. Ocimum × africanum Lour.

## Vanjske poveznice
|  | Zajednički poslužitelj ima još gradiva o temi Ocimum |
|  | Wikivrste imaju podatke o taksonu Ocimum             |